# Telenomeuta punctimarginaria
Telenomeuta punctimarginaria är en fjärilsart som beskrevs av John Henry Leech 1891. Telenomeuta punctimarginaria ingår i släktet Telenomeuta och familjen mätare. Inga underarter finns listade i Catalogue of Life.